# Edward Newton
Edward Newton (Elveden Hall, noviembre de 1832 – Lowestoft, 25 de abril de 1897) fue un administrador colonial y ornitólogo inglés.
Su hermano Alfred Newton (1829-1907) fue profesor de Zoología y Anatomía Comparada en Cambridge.

## Biografía
Nació en Elveden Hall (Suffolk), el sexto hijo del parlamentario William Newton. Se graduó en Magdalene College, en 1857. Trabajó para la administración colonial británica. Se radicó en Mauricio entre 1859-1877 (como Ministro de Colonias) y en Jamaica entre 1877-1883 (como Teniente Gobernador).
Fue uno de los fundadores de la British Ornithologists' Union y su revista Ibis.
Observó y recogió muchas muestras que envió a su hermano, incluyendo aves extintas como el dodo (Raphus cucullatus) y el solitario de Rodrigues (Pezophaps solitaria).
Newton, en solitario o con su hermano, publicó numerosos artículos científicos. Entre ellas, destaca un importante artículo sobre las aves de la isla de St. Croix en el Caribe. También publicó entre 1862 y 1869 varios artículos sobre las aves de Madagascar y las islas Mascareñas en el donde describió nuevas especies.
En 1881, publicó una lista de aves de Jamaica. Las observaciones de Edward Newton permitieron un considerable progreso en el conocimiento de la avifauna de la región. 

## Honores
Recibió la Orden de San Miguel y San Jorge.

### Eponimia
El cernícalo de Madagascar (Falco newtoni) fue dedicado en su honor por John Henry Gurney (1819-1890) en 1863, basado en una muestra recogida por Edward Newton. Phelsuma edwardnewtoni, una especie of gecko, fue nombrado en su honor.